# Rachida Ouerdane
Rachida Ouerdane, née le 2 mai 1979 dans la daïra d'Ouadhia, est une judokate algérienne.

## Carrière
Rachida Ouerdane évolue dans la catégorie des moins de 70 kg de 1999 à 2008. Durant cette période, elle est médaillée d'or aux Championnats d'Afrique de judo 2004, aux Championnats d'Afrique de judo 2006, aux Jeux africains de 2007 et aux Championnats d'Afrique de judo 2008, remporte la médaille d'argent aux Jeux panarabes de 1999,  aux Jeux méditerranéens de 2001], aux Championnats d'Afrique de judo 2001 et aux Jeux africains de 2003  et obtient le bronze aux Championnats d'Afrique de judo 2000. Elle participe aussi aux Jeux olympiques d'été de 2004 et aux Jeux olympiques d'été de 2008.
Elle est aussi médaillée d'or des Championnats d'Afrique de judo 2009 et médaillée de bronze aux Jeux méditerranéens de 2009 dans la catégorie des moins de 78 kg. 
Rachida Ouerdane est licenciée au Djurdjura club Ouadhias de 1987 à 2000, au Mouloudia club d’Alger de 2000 à 2008 et à l'AS Vauréal depuis 2004.